# 야오밍캉더
야오밍캉더(중국어: 药明康德 , 병음: yào míngkāngdé) 또는 WuXi AppTec의 정식 이름은 "WuXi AppTec New Drug Development Co. Ltd."이며 제약, 생명 공학 및 의료 기기 연구개발, R & D 개방형 역량 및 기술 플랫폼 회사이다. 이 회사는 중국 상하이에 본사를 두고 있으며 톈진, 우한, 쑤저우, 우시, 창 저우, 난징, 베이징, 상하이, 광저우에 공장이나 서비스 센터를 두고 있다. 또한 미국, 아이슬란드, 독일, 이스라엘 및 한국에 지사를 두고 있다.

## 역사
리거 회장 겸 최고경영자는 컬럼비아 대학교에서 유기 화학 박사 학위를 받고 중국으로 돌아와 2000년 12월 WuXi AppTec을 설립했다. 이 회사를 통해 글로벌 제약, 생명 공학 및 의료 장비 분야, 신약 발견과 개발, 그리고 시장화에 이르기까지 모든 범위의 서비스를 제공한다. 신약 연구 개발 화학 서비스, 공정 연구 개발 서비스, 생산 서비스, 생물학적 분석 서비스 등을 연속적으로 창출해내고 있다. 2006년 12월 14일, 딜로이트 산업 목록 2006 아시아 태평양 지역의 500대 기업 중 급성장 기업 부분에서 173위를 차지했다고 발표되었다.
WuXi AppTec은 2007년 8월 9일에 뉴욕 증권 거래소에 상장되었으며, 발행 가격은 주당 1 달러였다. 2010년 4월 미국 제약 회사 찰스리버 연구소는 WuXi AppTec에게 인수를 제안했다. 그러나 같은 해 7월 30일 인수 포기를 발표하고 3천만 달러의 청산 손해 배상금을 지불하기로 결정했다.
2015년 12월 10일, 민영화 절차가 시작되었다. WuXi AppTec은 민영화를 완료 한 후 3개의 카테고리로 분할하여 별도로 상장되었다. 3개로 분할 된 사업은 NEEQ, 홍콩 주식 및 A주(상하이와 선전 증시에 상장된 내국인 전용 주식) 자본 시장에 상장되었다. 2015년 그룹의 자회사 인 Hequan Pharmaceutical 이 New Third Board 에 상장되었으며, 2017년 6월 13일 그룹의 자회사 인 WuXi Biologics 가 홍콩 증권 거래소에 상장되었으며 2017년 3월에는 WuXi AppTec의 A주 상장도 공식 의제에 올랐다.